# Werner Biskup
Werner Paul Biskup (ur. 26 kwietnia 1942 w Bottrop, zm. 22 czerwca 2014 w Quakenbrück) – niemiecki piłkarz występujący na pozycji obrońcy, a także trener.

## Kariera piłkarska
Biskup jako junior grał w zespole VfB Bottrop. W 1962 roku został zawodnikiem Bayeru 04 Leverkusen, grającego w Oberlidze. Od sezonu 1963/1964 występował wraz z nim w Regionallidze. W 1965 roku przeszedł do innego zespołu tej ligi – Fortuny Düsseldorf. W sezonie 1965/1966 awansował z nią do Bundesligi. Zadebiutował w niej 20 sierpnia 1966 w wygranym 2:1 meczu z Borussią Dortmund, a 17 grudnia 1966 w zremisowanym 2:2 pojedynku z Hamburgerem SV strzelił swojego pierwszego gola w Bundeslidze. W sezonie 1966/1967 wraz z Fortuną zajął 17. miejsce w Bundeslidze i spadł z nią do Regionalligi.
W 1968 roku Biskup przeszedł do zespołu 1. FC Köln z Bundesligi. W sezonach 1969/1970 oraz 1970/1971 dotarł wraz z nim do finału Pucharu Niemiec, w obu przypadkach przegranego przez 1. FC Köln. Zawodnikiem tego klubu Biskup był przez cztery sezony. W 1972 roku odszedł do belgijskiego RFC Liège, a w 1975 roku zakończył tam karierę.
W Bundeslidze Biskup rozegrał 140 spotkań i zdobył 11 bramek.

## Kariera trenerska
Biskup karierę rozpoczął w 1975 roku jako trener belgijskiego zespołu RFC Liège. W 1977 roku został szkoleniowcem klubu Preußen Münster z 2. Bundesligi i prowadził go do końca sezonu 1979/1980. Następnie trenował inne zespoły 2. Bundesligi – VfL Osnabrück, Bayer Uerdingen oraz Hannover 96, w który prowadził od 1983 roku. W sezonie 1984/1985 awansował z nim do Bundesligi. Zadebiutował w niej 10 sierpnia 1985 w zremisowanym 1:1 meczu z Bayerem 04 Leverkusen. Szkoleniowcem Hannoveru był do listopada 1985.
Następnie Biskup prowadził Arminię Hanower z Oberligi, KSV Hessen Kassel z 2. Bundesligi, a także turecki Trabzonspor, gdzie spędził tam sezon 1987/1988. W kolejnych latach pracował jako trener zespołów VfL Osnabrück, VfL Köthen, BV Cloppenburg, SC Lüstringen oraz SC Sternbusch, który był jego ostatnim w karierze. W międzyczasie był też skautem klubu 1. FC Köln.